# 마리오 카트 8
《마리오 카트 8》은 닌텐도 정보개발본부가 개발하고 닌텐도가 배급한 2014년 카트 경주 게임이다. 《마리오 카트》 시리즈의 8번째 작품으로 Wii U로 처음 제작돼 2014년 5월 29일 출시됐다.
《마리오 카트》 시리즈의 아이템 기반 고카트 게임플레이를 바탕으로 했다. 《슈퍼 마리오》 세계에 기반한 경주로들이 마련됐다. 《마리오 카트 8》의 핵심요소로 플레이어가 벽이나 천장에 붙어 움직일 수 있는 반중력 구간, 플레이어 간의 충돌로 짧은 부스트를 발동하는 기능, 카트 속력을 포함한 진행속도를 조절하는 난이도 조절기능 등이 있다.
2017년 4월 28일, 닌텐도 스위치 이식판 《마리오 카트 8 디럭스》가 발매되었다. Wii U판의 DLC를 포함한 원작의 모든 컨텐츠를 포함하며 아이템을 동시에 2개 들 수 있는 등 신 게임플레이 요소, 정규 배틀모드, 그리고 새로운 캐릭터를 추가했다. 2022년 2월, 유료 다운로드 가능 컨텐츠 〈부스터 코스 패스〉를 발표했다. 2022년 3월부터 2023년 11월까지 6탄으로 나눠 출시했으며 48개의 신규 코스, 8명의 추가 플레이어 캐릭터 등 다양한 조정점 및 신 컨텐츠를 추가했다.
《마리오 카트 8》는 상업적 및 비평적 성공을 거뒀다. Wii U판 발매 당시 언론에서 게임플레이와 시청각 요소을 호평했지만 배틀모드는 복합적인 반응을 받았다. 닌텐도 스위치 개선판 《디럭스》는 개선된 배틀모드와 시청각 요소로 《마리오 카트 8》의 완전판이라는 호평을 받았다. 2023년 9월 기준 전체 판매량은 6547만 장 이상으로 역사상 가장 많이 팔린 비디오 게임 순위권에 올랐다.

## DLC
- 메르세데스-벤츠 × 마리오 카트 8 (2014년 8월, 무료)[1]
- 젤다의 전설 × 마리오 카트 8 (2014년 11월)
- 동물의 숲 × 마리오 카트 8 (2015년 4월)

### 부스터 코스 패스

#### 1탄
- 파워풀 컵
  - Tour 파리 산책로
  - 3DS 키노피오 서킷
  - N64 초코 마운틴
  - Wii 코코넛 몰

- 복고양이 컵
  - Tour 도쿄 블럭
  - DS 버섯 리지웨이
  - GBA 스카이 가든
  - 닌자 도장

#### 2탄
- 순무 컵
  - Tour 뉴욕 미닛
  - SFC 마리오 서킷 3
  - N64 바싹바싹 사막
  - DS 와루이지 핀볼

- 프로펠러 컵
  - Tour 시드니 스프린트
  - GBA 스노우 랜드
  - Wii 버섯 케니언
  - 아이스크림 빌딩

#### 3탄
- 바위 컵
  - Tour 런던 루프
  - GBA 부끄부끄 호수
  - 3DS 록 록 마운틴
  - Wii 단풍나무 로드

- 문 컵
  - Tour 베를린 샛길
  - DS 피치 가든
  - 메리 마운틴
  - 3DS 무지개 로드

#### 4탄
- 과일 컵
  - Tour 암스테르담 해류
  - GBA 리버사이드 파크
  - Wii DK 스노보드 경기장
  - 요시 아일랜드

- 부메랑 컵
  - Tour 방콕 러시
  - DS 마리오 서킷
  - GCN 와루이지 스타디움
  - Tour 싱가포르 스피드웨이

#### 5탄
- 깃털 컵
  - Tour 아테네 폴리스
  - GCN 데이지 크루저
  - Wii 달맞이 하이웨이
  - 비눗방울 로드

- 체리 컵
  - Tour 로스트앤젤레스 랩
  - GBA 선셋 황야
  - Wii 엉금엉금 케이프
  - Tour 벤쿠버 벨로시티

#### 6탄
- 도토리 컵
  - Tour 로마 아반티
  - GCN DK 마운틴
  - Wii 데이지 서킷
  - 뻐끔 신전

- 가시돌이 컵
  - Tour 마드리드 그란데
  - 3DS 로젤리나 프래닛
  - SNES 쿠파 성 3
  - Wii 무지개 로드

## 등장인물

### 마리오 카트 8 디럭스(닌텐도 스위치)
- 마리오
- 루이지
- 피치
- 데이지
- 로젤리나
- 키노피오
- 키노피코
- 요시
- 와리오
- 와루이지
- 베이비마리오
- 베이비루이지
- 베이비피치
- 베이비데이지
- 베이비로젤리나
- 너구리마리오
- 고양이피치
- 메탈마리오
- 핑크골드피치
- 보이(잉클링)
- 걸(잉클링)
- 링크
- 마을주민(보이)
- 마을주민(걸)
- 여울(동물의 숲)
- 동키콩
- 엉금엉금
- 와르르
- 김수한무
- 헤이호
- 쿠파
- 쿠파주니어
- 레미
- 래리
- 웬디
- 루드윅
- 이기
- 로이
- 모톤
- 좀비쿠파
- 캐서린 - 제4탄 등장
- 뻐끔왕 - 제5탄 등장
- 꽃충이 - 제5탄 등장
- 마귀 - 제5탄 등장
- 디디콩 - 제6탄 등장
- 펑키콩 - 제6탄 등장
- 폴린 - 제6탄 등장
- 키노피치 - 제6탄 등장

## 평가
Wii U판 《마리오 카트 8》은 리뷰 애그리게이터 웹사이트 메타크리틱에서 "대체적으로 긍정적인 평가"를 얻었다.

### 인터넷 유행
마리오 카트 8에서는 루이지가 다른 플레이어를 앞지를 때 날카로운 눈빛을 준다. 이것은 미합중국에서 아주 유명한 인터넷 밈으로 재탄생하여 많은 유튜브 비디오의 소재가 되었다.

## 참조

### 내용주
1. ↑  일본어: マリオカート8, 영어: Mario Kart 8
2. ↑  일본어: マリオカート8 デラックス, 영어: Mario Kart 8 Deluxe
3. ↑  Based on 95 reviews.[46]
4. ↑  Based on 82 reviews.[47]